# Mörttjärnen (Brunskogs socken, Värmland, väster om Nolby)
Mörttjärnen är en sjö i Arvika kommun i Värmland och ingår i Göta älvs huvudavrinningsområde.